# Little Wish ～lyrical step～
《Little Wish ～lyrical step～》是日本聲優田村由香里的第9張單曲，2004年10月21日由科樂美發行，並由KING RECORDS負責分銷。商品編號為KMCM-40。

## 收錄歌曲
1. Little Wish ～lyrical step～
  - 作詞：椎名可憐；作曲、編曲：太田雅友
  - 動畫「魔法少女奈葉」片尾曲
2. 永遠
  - 作詞、作曲、編曲：太田雅友
  - 文化放送系電台節目結尾曲（2004年10月～2005年4月）
3. Sweet Darlin'
  - 作詞：；作曲、編曲：小松一也
  - 文化放送系電台節目開首曲（2004年10月～2005年4月）

## ～first step～和～lyrical step～
「Little Wish」共有兩個版本，原曲「Little Wish ～first step～」（下稱「～first step～」）收錄於2005年3月2日發行的第四張專輯「琥珀の詩、ひとひら」，另一個版本「Little Wish ～lyrical step～」（下稱「～lyrical step～」）則收錄於此單曲和2007年3月28日發行的精選專輯「Sincerely Dears...」內。兩個歌曲版本的歌詞有少許不同。
田村在精選大碟「Sincerely Dears...」的附錄中提到自己比較喜歡「～first step～」版本，在個人演唱會的時候也會選唱「～first step～」的版本。但在出席「魔法少女奈葉」的相關活動時則演唱「～lyrical step～」版本。